# Maquinna
Maquinna (ou Muquinna, Macuina, Maquilla) est un chef des Nootkas de la baie de Nootka, sur la côte de la Colombie-Britannique, durant la période faste de la traite de la fourrure maritime, vers les années 1780 et 1790.

## Histoire
Maquinna est un chef puissant dont le village d'été, Yuquot, devient la première plaque tournante des guerres commerciales européennes pour la traite de la fourrure maritime. C'est le capitaine James Cook qui établit les premiers contact en 1778, date à laquelle le village devient connu sous le nom de Friendly Cove.
Bien que Cook n'ait pas nommé le chef qu'il a rencontré, les historiens ont souvent supposé que c'était déjà, à cette date, Maquinna.